# La Rose de Pushui
Pour plus de détails, voir Fiche technique et Distribution.
La Rose de Pushui (chinois simplifié : 西厢记 ; pinyin : xīxiāngjì), est un film muet chinois réalisé par Hou Yao et sorti en 1927. 
Composé à l'origine de dix bobines de film, seuls cinq ont survécu.
À l'été 1928, le film fut présenté en première à Paris, en France.

## Synopsis
Le film est une adaptation de la pièce L'Histoire du pavillon d'Occident, qui raconte l'histoire d'amour de Cui Yingying et Zhang Sheng.

## Fiche technique
- Titre français : La Rose de Pushui[1],[2]
- Titre original chinois : 西厢记, xīxiāngjì[3]
- Réalisation : Hou Yao
- Scénario : Hou Yao d'après la pièce zaju (杂剧) de Wang Shifu, variante de Xixiang ji[4].
- Photographie : Liang Linguang, Lai Man-wai
- Sociétés de production : Minxin
- Pays de production :  République de Chine
- Langue originale : mandarin
- Format : Noir et blanc - muet
- Genre : film dramatique
- Durée : 45 minutes
- Dates de sortie : 
  - République de Chine : 8 septembre 1927
  - France : été 1928 (Paris)

## Distribution

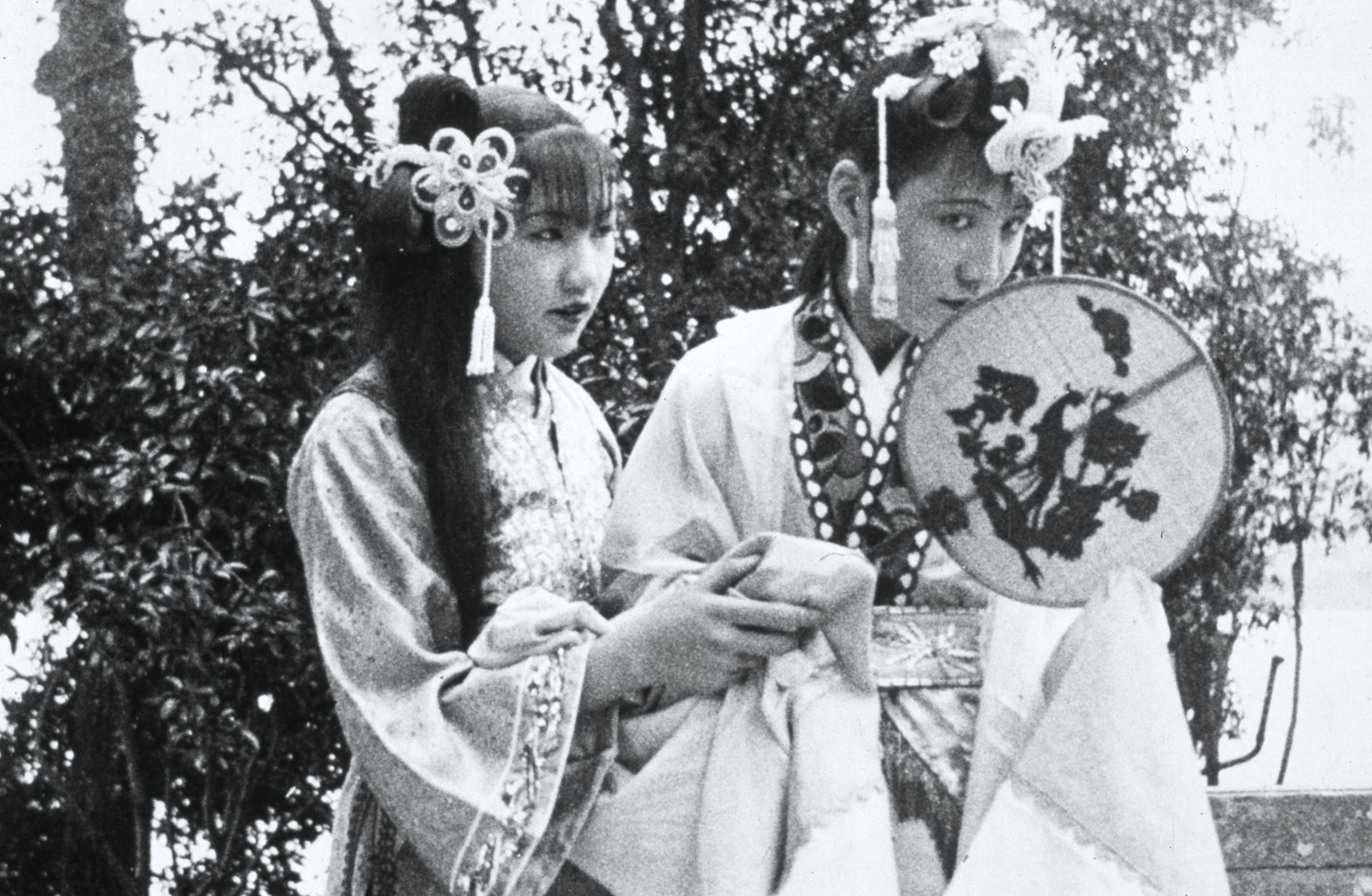
Une scène du film.

- Lim Cho Cho : Cui Yingying, la fille du défunt Premier ministre
- Li Dandan : Hongniang, la servante de Cui Yingying
- He Minzhuang (M. C. Noo) : Madame Cui, la mère de Yingying
- T. K. Kar : le sage étudiant Zhang Gong
- Tsao Yao Dein : un vieux moine Fa Pen
- Lee Wha Ming/Li Huamin : Sung Fei Fu (Tiger Sun), le roi des bandits
- Lu Ying Lang/Li Yinlan : le moine Wei Hing, le messager au bâton bō
- Wang Longxi : moine intelligent
- Hu Chichang : le général au cheval blanc
- Zhu Yaoting : le moine stupide
- Huang Ke : le jeune serviteur